# Our Little Secret (Film, 2024)
Our Little Secret ist ein US-amerikanischer Spielfilm aus dem Jahr 2024 mit Lindsay Lohan, Ian Harding, Kristin Chenoweth und Jon Rudnitsky, der unter der Regie von Stephen Herek nach einem Drehbuch von Hailey DeDominicis entstand. Die romantische Komödie wurde am 27. November 2024 auf Netflix veröffentlicht.

## Handlung
Avery und Logan sind seit der Kindheit Freunde, später wurden sie ein Liebespaar. 2014 erhält Avery ein Jobangebot in London. Bei der Abschiedsparty macht ihr Logan einen Heiratsantrag, den sie allerdings ablehnt, und die beiden trennen sich im Streit.
Ein Jahrzehnt später möchte Avery beim Weihnachtsurlaub mit ihrem aktuellen Freund Cameron „Cam“ Morgan dessen Familie kennenlernen. Bei einer Weihnachtsparty der Matriarchin der Familie, Erica Morgan, trifft sie auf ihren Ex-Freund Logan, der mit Cassie Morgan, Camerons Schwester, liiert ist. Avery und Logan einigen sich darauf, niemandem von ihrer gemeinsamen Vergangenheit zu erzählen. Cameron trifft auf der Party auf seine Jugendfreundin Sophie.
Während die Familie für das jährliche Familienporträt Modell steht, werden Avery und Logan gebeten, den Christbaum zu besorgen. Logan bittet Avery, ihm in den nächsten drei Tagen bei einem geschäftlichen Angebot für Sophies Vater Stan zu helfen, im Gegenzug möchte er dafür sorgen, dass Avery bei Erica Sympathiepunkte sammelt, nachdem Erica Avery bisher eher ablehnend gegenüberstand. Avery geht auf den Deal ein.
Auf Vorschlag von Logan meldet sich Avery als Rednerin für die heilige Messe. Allerdings hatte sie zuvor Gummibärchen aus der Manteltasche von Callum Morgan, dem jüngsten der drei Geschwister, gegessen. Logan entdeckt, dass diese THC enthalten und versucht daher, ihre Lesung zu verhindern, was ihm allerdings nicht gelingt. Avery kann überspielen, dass sie unter Drogeneinfluss steht und die Kirchengemeinde singt schließlich gemeinsam Celebration. Der Pfarrer ist von Avery begeistert, weil er die Kinder und die gesamte Gemeinde noch nie so engagiert gesehen hatte.
Nach einer Heißhungerattacke isst Avery die Kekse von Erica, am nächsten Morgen schiebt sie die Schuld auf den Hund, der die Kekse gefressen haben soll. In Panik wegen der enthaltenen Schokolade bringt Erica den Hund zum Tierarzt. Diesem gesteht Avery die Wahrheit, er verrechnet ihr dafür über 1400 US-Dollar für sein Schweigen. Für Erica ist Avery eine Heldin, nachdem es dem Tier gut geht.
Am Abend gehen die beiden Paare Avery und Cameron sowie Logan und Cassie zusammen etwas trinken. Während Cameron mit seiner zufällig ebenfalls anwesenden Jugendfreundin Sophie flirtet erhält Avery einen Anruf von der Immobilienmaklerin ihres Vaters Mitchell, die sie nach dem Hausschlüssel fragt. Nachdem Cameron getrunken hatte bietet Logan an, sie auf die einstündige Fahrt mitzunehmen. In ihrem Elternhaus beklagt Avery, wie sehr sie ihre Mutter vermisst. Außerdem wollte sie mit ihrer eigene Familie in dem Haus leben, ihr Vater benötigt allerdings das Geld, nachdem er kürzlich in den Ruhestand gegangen ist. Logan rät ihr daher, selbst ein Angebot abzugeben.
Callum findet zufällig heraus, das Avery und Logan ein Paar waren. Mit diesem Wissen versucht er die beiden zu erpressen. Beim Weihnachtsessen erzählt Sophie, dass sie darüber nachdenkt, dauerhaft aus Australien zurückzukehren und in den USA eine Praxis zu eröffnen, sehr zur Freude von Erica und Cameron. Später erwischt Logan Cassies und Camerons Vater Leonard und Stans Frau Margaret, genannt „Marge“, küssend im Wandschrank.
Nachdem Logans Mutter Cheryl und seine Großmutter Ida überraschend auf der Weihnachtsfeier auftauchen verrät Ida der versammelten Familie, dass Avery und Logan früher ein Paar waren. Ida und Cheryl wurden von Erica eingeladen, weil sie dachte, dass Logan Cassie einen Heiratsantrag machen würde. In der Folge werden auch weitere bisher geheim gehaltene Details, wie die Affäre von Marge und Leonard, enthüllt. Für Erica war dies allerdings keine Überraschung.
Nach den Feiertagen besucht Mitchell seine Tochter und teilt ihr mit, dass das Haus ihr gehöre, wenn sie es kaufen wolle. Logan hatte ihm von ihrem Wunsch erzählt. Er erhält von Stan den gewünschten Auftrag. Bei Averies Einweihungsfeier gestehen sich Logan und Avery ihre Liebe, sie küssen sich und werden wieder ein Paar.

## Besetzung und Synchronisation
Die deutschsprachige Synchronisation übernahm die VSI Berlin GmbH. Dialogregie führte Bianca Krahl, die auch das Dialogbuch schrieb.
| Rolle          | Darsteller        | Synchronsprecher |
| -------------- | ----------------- | ---------------- |
| Avery          | Lindsay Lohan     | Maria Koschny    |
| Logan          | Ian Harding       | Jan Makino       |
| Callum Morgan  | Jake Brennan      | Finn Posthumus   |
| Cameron Morgan | Jon Rudnitsky     | Kim Hasper       |
| Cassie Morgan  | Katie Baker       | Jodie Blank      |
| Cheryl         | Bobbie Eakes      | Andrea Aust      |
| Erica Morgan   | Kristin Chenoweth | Dorette Hugo     |
| Holly          | Jade Fernandez    | Imaya Ugwonno    |
| Ida            | Melinda Tanner    | Marianne Groß    |
| Leonard Morgan | Dan Bucatinsky    | Boris Tessmann   |
| Margaret       | Judy Reyes        | Bianca Krahl     |
| Mitchell       | Henry Czerny      | Bernd Vollbrecht |
| Paul           | Brian Unger       | Gabriel Merz     |
| Priester       | Kurt Yue          | Gerrit Hamann    |
| Sophie         | Ash Santos        | Marie Hinze      |
| Stan           | Tim Meadows       | Dietmar Wunder   |
| Susan          | Mim Drew          | Frauke Poolman   |
| Tierarzt       | Chris Parnell     | Uwe Büschken     |

## Produktion und Veröffentlichung
Der Film wurde von Capital Arts Entertainment und Good Entertainment produziert, Produzenten waren Gabe Crate, Mike Elliott, Lisa Gooding und Kerri Parker. Dreharbeiten fanden im Januar und Februar 2024 in Atlanta im US-Bundesstaat Georgia statt. Kirchenszenen entstanden in der dortigen Northside United Methodist Church.
Die Kamera führte Graham Robbins, die Musik schrieb Emily Bear, die Montage verantwortete Heath Ryan. Das Szenenbild gestaltete Charlie Daboub und das Kostümbild Lauren Oppelt.
Premiere war am 18. November 2024 in New York. Auf Netflix wurde der Film am 27. November 2024 veröffentlicht. Nach Falling for Christmas und Irish Wish ist dies die dritte Zusammenarbeit von Hauptdarstellerin Lindsay Lohan mit Netflix.

## Rezeption

### Kritiken
Oliver Armknecht vergab auf film-rezensionen.de 5 von 10 Punkten. Die Komödie sei etwas besser als viele, die im Weihnachtssegment veröffentlicht werden, da man hier tatsächlich versuche, witzige Szenen zu kreieren. Das Ergebnis sei hin und wieder ganz nett.
Hannah Madlener bezeichnete die Produktion auf glamour.de als mittelmäßigen Weihnachtsfilm, der sich eher an 2000er-Komödien orientiert, mit ein bisschen Romantik und ein bisschen Christmas-Feeling, der durch seinen Cast überzeugen könne. Es sei Lindsay Lohans bester Netflix-Film, auch wenn die Messlatte nicht besonders hoch liege.
Dani Maurer meinte auf outnow.ch, dass es sich um einen harmlosen Spaß handle, in dem sich vor allem Lindsay Lohan zeigen dürfe. Inhaltlich biete der Film kaum etwas Neues. Es blieben am Ende 100 Minuten, die sich wunderbar auf dem Sofa eingekuschelt anschauen lassen.
derwatchdog.de (zwei von fünf Sterne) befand, dass die Festtagsromanze ohne Funken Humor, Glaubwürdigkeit und Charme scheitere. Romantisch sei der Film ebenso wenig wie lustig.

### Abrufe
Der Film stieg auf Platz 1 der deutschen Netflix-Charts ein. Laut Flixpatrol gelangte der Film am 29. November 2024 in insgesamt 71 Ländern an die Spitze der Netflix-Film-Charts. Mit 32,4 Millionen Aufrufen war es in der Startwoche der meistgesehene Titel. Mit 59,8 Millionen Views im Jahr 2024 lag der Film auf Platz neun in der Netflix-Jahresauswertung.